# Mongolië op de Olympische Zomerspelen 2020
Mongolië nam deel aan de Olympische Zomerspelen 2020 in Tokio, Japan.

## Medailleoverzicht
| Medaille | Naam                      | Sport     | Onderdeel             | Datum      |
| -------- | ------------------------- | --------- | --------------------- | ---------- |
| Zilver   | Saeid Mollaei             | Judo      | -81 kg (m)            | 27 juli    |
|          |                           |           |                       |            |
| Brons    | Urantsetseg Munkhbat      | Judo      | -48 kg (v)            | 24 juli    |
| Brons    | Tsogtbaataryn Tsend-Ochir | Judo      | -73kg (m)             | 26 juli    |
| Brons    | Bat-Ochiryn Bolortuyaa    | Worstelen | -53kg vrije stijl (v) | 6 augustus |

## Atleten
Hieronder volgt een overzicht van de atleten die zich reeds hebben verzekerd van deelname aan de Olympische Zomerspelen 2020.
| sport         | mannen | vrouwen | totaal |
| ------------- | ------ | ------- | ------ |
| Atletiek      | 2      | 1       | 3      |
| Basketbal     | 0      | 4       | 4      |
| Boksen        | 2      | 1       | 3      |
| Boogschieten  | 1      | 1       | 2      |
| Gewichtheffen | 0      | 2       | 2      |
| Judo          | 7      | 5       | 12     |
| Schietsport   | 1      | 3       | 4      |
| Tafeltennis   | 1      | 1       | 2      |
| Worstelen     | 3      | 6       | 9      |
| Zwemmen       | 1      | 1       | 2      |
| totaal        | 18     | 25      | 43     |

## Sporten

### Atletiek
Mannen
Loopnummers
| atlete                      | onderdeel | series | series | kwartfinale | kwartfinale | halve finale | halve finale | finale  | finale |
| atlete                      | onderdeel | tijd   | rang   | tijd        | rang        | tijd         | rang         | tijd    | rang   |
| --------------------------- | --------- | ------ | ------ | ----------- | ----------- | ------------ | ------------ | ------- | ------ |
| Tseveenravdangiin Byambajav | marathon  | n.v.t. | n.v.t. | n.v.t.      | n.v.t.      | n.v.t.       | n.v.t.       | 2:21.32 | 54     |
| Bat-Ochiryn Ser-Od          | marathon  | n.v.t. | n.v.t. | n.v.t.      | n.v.t.      | n.v.t.       | n.v.t.       | DNF     | DNF    |

Vrouwen
Loopnummers
| atlete                | onderdeel | series | series | kwartfinale | kwartfinale | halve finale | halve finale | finale  | finale |
| atlete                | onderdeel | tijd   | rang   | tijd        | rang        | tijd         | rang         | tijd    | rang   |
| --------------------- | --------- | ------ | ------ | ----------- | ----------- | ------------ | ------------ | ------- | ------ |
| Bayartsogt Munkhzayaa | marathon  | n.v.t. | n.v.t. | n.v.t.      | n.v.t.      | n.v.t.       | n.v.t.       | 2:37.08 | 45     |

### Basketbal

#### 3x3
Vrouwen
| Olympiër                                                                              | Discipline | Resultaat | Prestatie |
| ------------------------------------------------------------------------------------- | ---------- | --------- | --------- |
| Enkhtaivan Chimeddolgor Onolbaatar Khulan Bayasgalan Solongo Munkhsaikhan Tserenlkham | 3x3        | 8         | zie onder |

| Groep |                  |             |             |             |            |            |            |        |
| #     | Land             | Wedstrijden | Wedstrijden | Wedstrijden | Doelpunten | Doelpunten | Doelpunten | Punten |
| #     | Land             | GW          | W           | V           | V          | T          | Saldo      | Punten |
| 1     | Verenigde Staten | 7           | 6           | 1           | 136        | 98         | +38        | 12     |
| 2     | Russische ploeg  | 7           | 5           | 2           | 129        | 90         | +39        | 10     |
| 3     | China            | 7           | 5           | 2           | 127        | 97         | +30        | 10     |
| 4     | Japan            | 7           | 5           | 2           | 130        | 97         | +33        | 10     |
| 5     | Frankrijk        | 7           | 4           | 3           | 118        | 116        | +2         | 8      |
| 6     | Italië           | 7           | 2           | 5           | 98         | 125        | -27        | 4      |
| 7     | Roemenië         | 7           | 1           | 6           | 89         | 142        | -53        | 2      |
| 8     | Mongolië         | 7           | 0           | 7           | 79         | 141        | -62        | 0      |

| Ronde        | Datum          | Lokale tijd    | MEZT           | Land             | Score          | Land           |
| ------------ | -------------- | -------------- | -------------- | ---------------- | -------------- | -------------- |
| groepsfase   | 24 juli        | 17:30          | 10:30          | Italië           | 15 - 14        | Mongolië       |
| groepsfase   | 24 juli        | 21:00          | 14:00          | Verenigde Staten | 21 - 9         | Mongolië       |
| groepsfase   | 25 juli        | 10:15          | 03:15          | Japan            | 19 - 10        | Mongolië       |
| groepsfase   | 25 juli        | 14:00          | 07:00          | Russische ploeg  | 21 - 5         | Mongolië       |
| groepsfase   | 26 juli        | 10:40          | 03:40          | Roemenië         | 22 - 14        | Mongolië       |
| groepsfase   | 26 juli        | 17:30          | 10:30          | Frankrijk        | 22 - 18        | Mongolië       |
| groepsfase   | 27 juli        | 13:55          | 06:55          | China            | 21 - 9         | Mongolië       |
|              |                |                |                |                  |                |                |
| kwartfinale  | niet geplaatst | niet geplaatst | niet geplaatst | niet geplaatst   | niet geplaatst | niet geplaatst |
|              |                |                |                |                  |                |                |
| halve finale | niet geplaatst | niet geplaatst | niet geplaatst | niet geplaatst   | niet geplaatst | niet geplaatst |
|              |                |                |                |                  |                |                |
| finale       | niet geplaatst | niet geplaatst | niet geplaatst | niet geplaatst   | niet geplaatst | niet geplaatst |

### Boksen
Mannen
| atleet                  | onderdeel    | eerste ronde         | tweede ronde         | kwartfinale          | halve finale         | finale               | finale         |
| atleet                  | onderdeel    | tegenstander uitslag | tegenstander uitslag | tegenstander uitslag | tegenstander uitslag | tegenstander uitslag | rang           |
| ----------------------- | ------------ | -------------------- | -------------------- | -------------------- | -------------------- | -------------------- | -------------- |
| Erdenebatyn Tsendbaatar | vedergewicht | Okoth W 3 - 2        | Nguyễn W 5 - 0       | Baturgaziev V 2 - 3  | niet geplaatst       | niet geplaatst       | niet geplaatst |
| Baatarsükhiin Chinzorig | lichtgewicht | Absuraimov V 1 - 4   | niet geplaatst       | niet geplaatst       | niet geplaatst       | niet geplaatst       | niet geplaatst |

Vrouwen
| atleet                   | onderdeel     | eerste ronde         | tweede ronde         | kwartfinale          | halve finale         | finale               | finale         |
| atleet                   | onderdeel     | tegenstander uitslag | tegenstander uitslag | tegenstander uitslag | tegenstander uitslag | tegenstander uitslag | rang           |
| ------------------------ | ------------- | -------------------- | -------------------- | -------------------- | -------------------- | -------------------- | -------------- |
| Mönkhbatyn Myagmarjargal | middelgewicht | n.v.t.               | Price V 0 - 5        | niet geplaatst       | niet geplaatst       | niet geplaatst       | niet geplaatst |

### Boogschieten
Mannen
| atleet                    | onderdeel   | plaatsingsronde | plaatsingsronde | eerste ronde         | tweede ronde         | derde ronde          | kwartfinale          | halve finale         | finale / BM          | finale / BM |
| atleet                    | onderdeel   | score           | rang            | tegenstander uitslag | tegenstander uitslag | tegenstander uitslag | tegenstander uitslag | tegenstander uitslag | tegenstander uitslag | rang        |
| ------------------------- | ----------- | --------------- | --------------- | -------------------- | -------------------- | -------------------- | -------------------- | -------------------- | -------------------- | ----------- |
| Baatarkhuyagiin Otgonbold | individueel | 646             | 54              | Li J V 4 – 6         | niet geplaatst       | niet geplaatst       | niet geplaatst       | niet geplaatst       | niet geplaatst       | 33          |

Vrouwen
| atleet                     | onderdeel   | plaatsingsronde | plaatsingsronde | eerste ronde         | tweede ronde         | derde ronde          | kwartfinale          | halve finale         | finale / BM          | finale / BM |
| atleet                     | onderdeel   | score           | rang            | tegenstander uitslag | tegenstander uitslag | tegenstander uitslag | tegenstander uitslag | tegenstander uitslag | tegenstander uitslag | rang        |
| -------------------------- | ----------- | --------------- | --------------- | -------------------- | -------------------- | -------------------- | -------------------- | -------------------- | -------------------- | ----------- |
| Bishindeegiin Urantungalag | individueel | 614             | 58              | A Yamauchi V 2 – 6   | niet geplaatst       | niet geplaatst       | niet geplaatst       | niet geplaatst       | niet geplaatst       | 33          |

Gemengd
| atlete                                               | onderdeel | plaatsingsronde | plaatsingsronde | eerste ronde         | kwartfinale          | halve finale         | finale / BM          | finale / BM    |
| atlete                                               | onderdeel | score           | rang            | tegenstander uitslag | tegenstander uitslag | tegenstander uitslag | tegenstander uitslag | rang           |
| ---------------------------------------------------- | --------- | --------------- | --------------- | -------------------- | -------------------- | -------------------- | -------------------- | -------------- |
| Baatarkhuyagiin Otgonbold Bishindeegiin Urantungalag | team      | 1260            | 27              | niet geplaatst       | niet geplaatst       | niet geplaatst       | niet geplaatst       | niet geplaatst |

### Gewichtheffen
Vrouwen
| atlete                       | onderdeel | trekken | trekken | stoten | stoten | totaal | rang |
| atlete                       | onderdeel | score   | rang    | score  | rang   | totaal | rang |
| ---------------------------- | --------- | ------- | ------- | ------ | ------ | ------ | ---- |
| Mönkhjantsangiin Ankhtsetseg | -87 kg    | 110     | 5       | 142    | 3      | 252    | 4    |
| Erdenebatyn Bilegsaikhan     | +87 kg    | 85      | 13      | 122    | 12     | 207    | 12   |

### Judo
Mannen
| atleet                       | onderdeel | eerste ronde         | tweede ronde            | derde ronde          | kwartfinale           | halve finale         | herkansing           | finale / BM          | finale / BM    |
| atleet                       | onderdeel | tegenstander uitslag | tegenstander uitslag    | tegenstander uitslag | tegenstander uitslag  | tegenstander uitslag | tegenstander uitslag | tegenstander uitslag | rang           |
| ---------------------------- | --------- | -------------------- | ----------------------- | -------------------- | --------------------- | -------------------- | -------------------- | -------------------- | -------------- |
| Dashdavaagiin Amartüvshin    | −60 kg    | n.v.t.               | Tsjakadoea V 00-01      | niet geplaatst       | niet geplaatst        | niet geplaatst       | niet geplaatst       | niet geplaatst       | niet geplaatst |
| Yondonperenlein Baskhüü      | −66 kg    | n.v.t.               | bye                     | Minkou W 10-00       | Abe V 00-10           | niet geplaatst       | Lombardo V 00-10     | niet geplaatst       | 7              |
| Tsend-Ochiryn Tsogtbaatar    | −73 kg    | bye                  | Bah W 10-00             | Bessi W 11-00        | Gjakova W 01-00       | Ono V 00-01          | bye                  | Margelidon W 10-00   | Brons          |
| Saeid Mollaei                | −81 kg    | bye                  | Khamza W 10-00          | Fatiyev W 01-00      | Grigalashvili W 10-01 | Borchashvili W 10-00 | bye                  | Nagase V 00-01       | Zilver         |
| Gantulgyn Altanbagana        | −90 kg    | bye                  | Sherazadishvili V 00-01 | niet geplaatst       | niet geplaatst        | niet geplaatst       | niet geplaatst       | niet geplaatst       | niet geplaatst |
| Lkhagvasürengiin Otgonbaatar | −100 kg   | n.v.t.               | Minaškin W 01-00        | Paltchik V 00-01     | niet geplaatst        | niet geplaatst       | niet geplaatst       | niet geplaatst       | niet geplaatst |
| Duurenbayar Ulziibayar       | +100 kg   | n.v.t.               | Oltiboev V 00-10        | niet geplaatst       | niet geplaatst        | niet geplaatst       | niet geplaatst       | niet geplaatst       | niet geplaatst |

Vrouwen
| atlete                      | onderdeel | eerste ronde         | tweede ronde         | kwartfinale          | halve finale         | herkansing           | finale / BM          | finale / BM    |
| atlete                      | onderdeel | tegenstander uitslag | tegenstander uitslag | tegenstander uitslag | tegenstander uitslag | tegenstander uitslag | tegenstander uitslag | rang           |
| --------------------------- | --------- | -------------------- | -------------------- | -------------------- | -------------------- | -------------------- | -------------------- | -------------- |
| Urantsetseg Munkhbat        | −48 kg    | bye                  | Vargas W 10-00       | Rishony W 11-00      | Krasniqi V 00-01     | bye                  | Costa W 10-00        | Brons          |
| Lkhagvasürengiin Sosorbaram | −52 kg    | Keldiyorova W 10-00  | Kocher V 00-01       | niet geplaatst       | niet geplaatst       | niet geplaatst       | niet geplaatst       | niet geplaatst |
| Dorjsürengiin Sumiyaa       | −57 kg    | Kajzer V 00-01       | niet geplaatst       | niet geplaatst       | niet geplaatst       | niet geplaatst       | niet geplaatst       | niet geplaatst |
| Boldyn Gankhaich            | −63 kg    | Alcaraz W 10-0       | Quadros V 00-10      | niet geplaatst       | niet geplaatst       | niet geplaatst       | niet geplaatst       | niet geplaatst |
| Munkhtseg Otgon             | −78 kg    | Lanir V 00-01        | niet geplaatst       | niet geplaatst       | niet geplaatst       | niet geplaatst       | niet geplaatst       | niet geplaatst |

Gemengd
| atleet | onderdeel    | eerste ronde         | kwartfinale           | halve finale         | herkansing           | finale / BM |
| atleet | onderdeel    | tegenstander uitslag | tegenstander uitslag  | tegenstander uitslag | tegenstander uitslag | rang        |
| --- | ------------ | -------------------- | --------------------- | -------------------- | -------------------- | ----------- |
| Gantulgyn Altanbagana Ölziibayaryn Düürenbayar Boldyn GankhaichSaeid Mollaei Otgony Mönkhtsetseg Dorjsürengiin Sumiyaa Tsend-Ochiryn Tsogtbaatar | gemengd team | Zuid-Korea W 4-1     | Russische ploeg V 2-4 | n.v.t.               | Duitsland V 2–4      | 7           |

### Schietsport
Mannen
| atleet                | onderdeel            | kwalificaties | kwalificaties | finale         | finale         |
| atleet                | onderdeel            | punten        | rang          | punten         | rang           |
| --------------------- | -------------------- | ------------- | ------------- | -------------- | -------------- |
| Enkhtaivany Davaakhüü | 10 m luchtpistool    | 577           | 12            | niet geplaatst | niet geplaatst |
| Enkhtaivany Davaakhüü | 25 m snelvuurpistool | 565           | 23            | niet geplaatst | niet geplaatst |

Vrouwen
| atlete                    | onderdeel                 | kwalificaties | kwalificaties | finale         | finale         |
| atlete                    | onderdeel                 | punten        | rang          | punten         | rang           |
| ------------------------- | ------------------------- | ------------- | ------------- | -------------- | -------------- |
| Otryadyn Gündegmaa        | 10 m luchtpistool         | 568           | 30            | niet geplaatst | niet geplaatst |
| Otryadyn Gündegmaa        | 25 m pistool              | 578           | 26            | niet geplaatst | niet geplaatst |
| Tsolmonbaatariin Anudarii | 10 m luchtpistool         | 576           | 9             | niet geplaatst | niet geplaatst |
| Tsolmonbaatariin Anudarii | 25 m pistool              | 572           | 34            | niet geplaatst | niet geplaatst |
| Oyuunbatyn Yesügen        | 10 m luchtgeweer          | 624,0         | 25            | niet geplaatst | niet geplaatst |
| Oyuunbatyn Yesügen        | 50m geweer drie houdingen | 1158-45x      | 27            | niet geplaatst | niet geplaatst |

Gemengd
| atleet                                        | onderdeel              | kwalificatie 1 | kwalificatie 1 | kwalificatie 2 | kwalificatie 2 | finale         | finale         |
| atleet                                        | onderdeel              | punten         | rang           | punten         | rang           | punten         | rang           |
| --------------------------------------------- | ---------------------- | -------------- | -------------- | -------------- | -------------- | -------------- | -------------- |
| Enkhtaivany Davaakhüü Tsolmonbaataryn Anudari | 10 m luchtpistool team | 571            | 13             | niet geplaatst | niet geplaatst | niet geplaatst | niet geplaatst |

### Tafeltennis
Mannen
| atlete                 | onderdeel | voorronde            | eerste ronde         | tweede ronde         | derde ronde          | vierde ronde         | kwartfinale          | halve finale         | finale / BM          | finale / BM    |
| atlete                 | onderdeel | tegenstander uitslag | tegenstander uitslag | tegenstander uitslag | tegenstander uitslag | tegenstander uitslag | tegenstander uitslag | tegenstander uitslag | tegenstander uitslag | rang           |
| ---------------------- | --------- | -------------------- | -------------------- | -------------------- | -------------------- | -------------------- | -------------------- | -------------------- | -------------------- | -------------- |
| Enkhbatyn Lkhagvasüren | enkelspel | Kumar V 1 - 4        | niet geplaatst       | niet geplaatst       | niet geplaatst       | niet geplaatst       | niet geplaatst       | niet geplaatst       | niet geplaatst       | niet geplaatst |

Vrouwen
| atlete                   | onderdeel | voorronde            | eerste ronde         | tweede ronde         | derde ronde          | vierde ronde         | kwartfinale          | halve finale         | finale / BM          | finale / BM    |
| atlete                   | onderdeel | tegenstander uitslag | tegenstander uitslag | tegenstander uitslag | tegenstander uitslag | tegenstander uitslag | tegenstander uitslag | tegenstander uitslag | tegenstander uitslag | rang           |
| ------------------------ | --------- | -------------------- | -------------------- | -------------------- | -------------------- | -------------------- | -------------------- | -------------------- | -------------------- | -------------- |
| Batmönkhiin Bolor-Erdene | enkelspel | Garci W 4 - 1        | Vega V 0 - 4         | niet geplaatst       | niet geplaatst       | niet geplaatst       | niet geplaatst       | niet geplaatst       | niet geplaatst       | niet geplaatst |

### Worstelen

#### Vrije stijl
Mannen
| atleet                   | onderdeel | eerste ronde         | kwartfinale          | halve finale         | herkansing           | finale / BM          | finale / BM    |
| atleet                   | onderdeel | tegenstander uitslag | tegenstander uitslag | tegenstander uitslag | tegenstander uitslag | tegenstander uitslag | rang           |
| ------------------------ | --------- | -------------------- | -------------------- | -------------------- | -------------------- | -------------------- | -------------- |
| Erdenebatyn Bekhbayar    | −57 kg    | Harutyunyan W 6 - 1  | Atri V 1 - 5         | niet geplaatst       | niet geplaatst       | niet geplaatst       | niet geplaatst |
| Tömör-Ochiryn Tulga      | −65 kg    | Otogoru V 3 - 6      | niet geplaatst       | niet geplaatst       | Muszukajev V 2 - 4   | niet geplaatst       | niet geplaatst |
| Mönkhtöriin Lkhagvagerel | −125 kg   | Khramiankou W 8 - 4  | Cudinovic W 6 - 5    | Steveson V 0 - 5     | bye                  | Akgül V 0 - 5        | 5              |

Vrouwen
| atlete                      | onderdeel | eerste ronde         | kwartfinale          | halve finale         | herkansing           | finale / BM            | finale / BM    |
| atlete                      | onderdeel | tegenstander uitslag | tegenstander uitslag | tegenstander uitslag | tegenstander uitslag | tegenstander uitslag   | rang           |
| --------------------------- | --------- | -------------------- | -------------------- | -------------------- | -------------------- | ---------------------- | -------------- |
| Tsogt-Ochiryn Namuuntsetseg | −50 kg    | Susaki V 0 - 10      | niet geplaatst       | niet geplaatst       | Yépez W 5 - 0        | Stadnik V 0 - 10       | 5              |
| Bat-Ochiryn Bolortuyaa      | −53 kg    | Aquino W 4 - 0       | Valverde W 15 - 5    | Mukaida V 3 - 6      | bye                  | Essombe W 14 - 4       | Brons          |
| Boldsaikhany Khongorzul     | −57 kg    | Rivièra W 7 - 5      | Kawai V 0 - 7        | niet geplaatst       | Camara W 10 - 0      | Maroulis V 0 - 11      | 5              |
| Khürelkhüügiin Bolortuyaa   | −62 kg    | Malik W 2 - 2        | Yusein V 0 - 10      | niet geplaatst       | niet geplaatst       | niet geplaatst         | niet geplaatst |
| Soronzonboldyn Battsetseg   | −68 kg    | Larroque W 4 - 3     | Velieva W 8 - 5      | Oborududu V 2 - 7    | bye                  | Zhumanazarova V 1 - 10 | 5              |
| Ochirbatyn Burmaa           | −76 kg    | Minagawa V 0 - 8     | niet geplaatst       | niet geplaatst       | niet geplaatst       | niet geplaatst         | niet geplaatst |

### Zwemmen
Mannen
| atleet               | onderdeel       | series | series | halve finale   | halve finale   | finale         | finale         |
| atleet               | onderdeel       | tijd   | rang   | tijd           | rang           | tijd           | rang           |
| -------------------- | --------------- | ------ | ------ | -------------- | -------------- | -------------- | -------------- |
| Myagmaryn Delgerkhüü | 50 m vrije slag | 24,63  | 48     | niet geplaatst | niet geplaatst | niet geplaatst | niet geplaatst |

Vrouwen
| atlete                 | onderdeel       | series | series | halve finale   | halve finale   | finale         | finale         |
| atlete                 | onderdeel       | tijd   | rang   | tijd           | rang           | tijd           | rang           |
| ---------------------- | --------------- | ------ | ------ | -------------- | -------------- | -------------- | -------------- |
| Batbayaryn Enkhkhüslen | 50 m vrije slag | 27,29  | 51     | niet geplaatst | niet geplaatst | niet geplaatst | niet geplaatst |